# Frank van Hattum
Frank Maria van Hattum (New Plymouth, 17 novembre 1958) è un dirigente sportivo ed ex calciatore neozelandese, di ruolo portiere.

## Biografia
Van Hattum è il fratello di Marie-Jose Cooper e Grazia MacIntosh, giocatrici della Nazionale di calcio femminile della Nuova Zelanda.

### Carriera

#### Giocatore

##### Club
Iniziò la carriera nel 1976 al Manurewa, club con cui rimase sino al 1982, vincendo l'edizione del 1978 della Chatham Cup. In seguito passò al Christchurch United ed al Papatoetoe. Nel 1985 è ingaggiato dall'Auckland University, nel 1987 passa al Mt. Maunganui.
Torna nel 1990 al Manurewa che lascerà dopo una stagione. Nel 1997 è ingaggiato dal Wellington United.

##### Nazionale
Vestì la maglia della Nuova Zelanda in ventotto occasioni ufficiali, esordendovi il 21 febbraio 1980 in un incontro contro le Figi.
Fece parte della rosa All whites che partecipò ai Mondiali spagnoli del 1982, disputando tutti e tre gli incontri che i kiwi disputarono in terra iberica, subendo dodici reti.
L'ultima partita con i kiwi la disputò nel 1984 contro la Malesia.

#### Dirigente
Attualmente è il presidente della New Zealand Football, la federazione calcistica del suo paese.

## Palmarès

### Club

#### Competizioni nazionali
- Chatham Cup: 1

Manurewa: 1978